# Чемпионат СССР по водному поло 1958
XVIII чемпионат СССР по водному поло (XVII чемпионат для клубных команд) проходил с 6 апреля по 27 декабря 1958 года в Москве. Чемпионское звание выиграло московское «Динамо».

## Общая информация
Медали чемпионата разыграли команды класса «А» в ходе двухкругового турнира, прошедшего в апреле и декабре 1958 года в бассейне ЦСК МО на Ленинградском проспекте. По сравнению с прошлым сезоном количество участвующих команд увеличилось с 10 до 12, однако новички — львовское «Динамо» и тбилисский «Буревестник» — по итогам сезона заняли 11-е и 12-е место и потеряли прописку в сильнейшем дивизионе, уступив места лучшим командам класса «Б» — ленинградскому «Спартаку» и ГСВГ.
Московское «Динамо» оформило своё третье чемпионство за два тура до окончания первенства и, как и в прошлом сезоне, не проиграло ни одного матча. Второе место заняла команда ЦСК МО, а бронзовым призёром впервые стало тбилисское «Динамо».

## Турнирная таблица
|                                 | 1        | 2        | 3       | 4       | 5        | 6       | 7       | 8       | 9       | 10      | 11       | 12       | И  | В  | Н | П  | М      | О  |
| ------------------------------- | -------- | -------- | ------- | ------- | -------- | ------- | ------- | ------- | ------- | ------- | -------- | -------- | -- | -- | - | -- | ------ | -- |
| 1. «Динамо» (Москва)            |          | 2:2 1:1  | 6:5 4:3 | 3:1 4:3 | 5:2 4:3  | 3:1 4:0 | 4:2 7:1 | 4:2 3:1 | 2:0 2:1 | 5:4 7:4 | 5:3 4:0  | 10:0 6:0 | 22 | 20 | 2 | 0  | 95:39  | 42 |
| 2. ЦСК МО (Москва)              | 2:2 1:1  |          | 4:1 1:1 | 4:2 2:4 | 5:2 3:1  | 4:1 5:3 | 2:3 3:2 | 4:2 6:2 | 3:2 6:1 | 2:1 5:2 | 10:4 4:0 | 4:0 6:2  | 22 | 17 | 3 | 2  | 86:39  | 37 |
| 3. «Динамо» (Тбилиси)           | 5:6 3:4  | 1:4 1:1  |         | 0:1 2:1 | 3:2      | 4:1 3:2 | 4:3 2:1 | 3:2 4:3 | 4:3 3:1 | 3:1 8:3 | 3:1 6:3  | 7:1      | 22 | 17 | 1 | 4  | 79:47  | 35 |
| 4. МГУ (Москва)                 | 1:3 3:4  | 2:4 4:2  | 1:0 1:2 |         | 2:1 4:2  | 3:2 4:0 | 2:1 3:1 | 6:1 3:3 | 2:0 3:3 | 6:2 5:1 | 6:3 4:3  | 5:2 6:1  | 22 | 16 | 2 | 4  | 76:41  | 34 |
| 5. ККФ (Баку)                   | 2:5 3:4  | 2:5 1:3  | 2:3     | 1:2 2:4 |          | 2:0 2:3 | 4:3 3:3 | 3:3 2:1 | 2:2 3:4 | 6:3 3:2 | 3:2 4:1  | 14:1 7:3 | 22 | 9  | 3 | 10 | 73:60  | 21 |
| 6. СКИФ (Киев)                  | 1:3 0:4  | 1:4 3:5  | 1:4 2:3 | 2:3 0:4 | 0:2 3:2  |         | 4:6 2:2 | 3:4 6:4 | 3:2 1:0 | 4:2 3:2 | 3:3 4:2  | 7:1 5:0  | 22 | 9  | 2 | 11 | 58:62  | 20 |
| 7. «Торпедо» (Москва)           | 2:4 1:7  | 3:2 2:3  | 3:4 1:2 | 1:2 1:3 | 3:4 3:3  | 6:4 2:2 |         | 2:3 1:1 | 1:1 3:2 | 3:1 1:3 | 2:2 3:2  | 9:2 6:2  | 22 | 7  | 5 | 10 | 59:59  | 19 |
| 8. СКИФ (Ленинград)             | 2:4 1:3  | 2:4 2:6  | 2:3 3:4 | 1:6 3:3 | 3:3 1:2  | 4:3 4:6 | 3:2 1:1 |         | 2:1 2:2 | 4:3 5:7 | 3:1 2:2  | 9:2 5:4  | 22 | 7  | 5 | 10 | 64:72  | 19 |
| 9. ЛМУ (Ленинград)              | 0:2 1:2  | 2:3 1:6  | 3:4 1:3 | 0:2 3:3 | 2:2 4:3  | 2:3 0:1 | 1:1 2:3 | 1:2 2:2 |         | 2:1 5:2 | 4:2 2:6  | 8:0 4:2  | 22 | 6  | 4 | 12 | 50:55  | 16 |
| 10. «Трудовые резервы» (Москва) | 4:5 4:7  | 1:2 2:5  | 1:3 3:8 | 2:6 1:5 | 3:6 2:3  | 2:4 2:3 | 1:3 3:1 | 3:4 7:5 | 1:2 2:5 |         | 4:3 3:1  | 9:2 5:4  | 22 | 6  | 0 | 16 | 65:87  | 12 |
| 11. «Динамо» (Львов)            | 3:5 0:4  | 4:10 0:4 | 1:3 3:6 | 3:6 3:4 | 2:3 1:4  | 3:3 2:4 | 2:2 2:3 | 1:3 2:2 | 2:4 6:2 | 3:4 1:3 |          | 8:3 3:0  | 22 | 3  | 3 | 16 | 55:82  | 9  |
| 12. «Буревестник» (Тбилиси)     | 0:10 0:6 | 0:4 2:6  | 1:7     | 2:5 1:6 | 1:14 3:7 | 1:7 0:5 | 2:9 2:6 | 2:9 4:5 | 0:8 2:4 | 2:9 4:5 | 3:8 0:3  |          | 22 | 0  | 0 | 22 | 33:150 | 0  |

## Матчи
Первый круг

1-й тур. 6 апреля
- СКИФ Л — «Торпедо» — 3:2
- ЦСК МО — «Буревестник» — 4:0
- «Динамо» М — «Трудовые резервы» — 5:4
- МГУ — ЛМУ — 2:0
- СКИФ К — «Динамо» Лв — 3:3
- «Динамо» Тб — ККФ — 3:2

2-й тур. 7 апреля
- ККФ — СКИФ Л — 3:3
- «Динамо» Тб — «Динамо» Лв — 3:1
- «Торпедо» — «Буревестник» — 9:2
- ЦСК МО — «Трудовые резервы» — 2:1
- СКИФ К — ЛМУ — 3:2
- «Динамо» М — МГУ — 3:1

3-й тур. 8 апреля
- ККФ — «Буревестник» — 14:1
- ЛМУ — «Динамо» Лв — 4:2
- «Динамо» М — СКИФ К — 3:1
- «Динамо» Тб — СКИФ Л — 3:2
- ЦСК МО — МГУ — 4:2
- «Торпедо» — «Трудовые резервы» — 3:1

4-й тур. 9 апреля
- «Динамо» М — «Динамо» Лв — 5:3
- СКИФ Л — «Буревестник» — 9:2
- ЦСК МО — СКИФ К — 4:1
- «Динамо» Тб — ЛМУ — 4:3
- МГУ — «Торпедо» — 2:1
- ККФ — «Трудовые резервы» — 6:3

5-й тур. 11 апреля
- «Динамо» Тб — «Буревестник» — 7:1
- ЦСК МО — «Динамо» Лв — 10:4
- СКИФ Л — «Трудовые резервы» — 4:3
- МГУ — ККФ — 2:1
- «Динамо» М — ЛМУ — 2:0
- «Торпедо» — СКИФ К — 6:4

6-й тур. 12 апреля
- МГУ — СКИФ Л — 6:1
- «Торпедо» — «Динамо» Лв — 2:2
- «Трудовые резервы» — «Буревестник» — 9:2
- «Динамо» М — «Динамо» Тб — 6:5
- ККФ — СКИФ К — 2:0
- ЦСК МО — ЛМУ — 3:2

7-й тур. 13 апреля
- МГУ — «Буревестник» — 5:2
- СКИФ Л — СКИФ К — 4:3
- ККФ — «Динамо» Лв — 3:2
- ЛМУ — «Торпедо» — 1:1
- «Динамо» М — ЦСК МО — 2:2
- «Динамо» Тб — «Трудовые резервы» — 3:1

8-й тур. 15 апреля
- СКИФ К — «Буревестник» — 7:1
- ККФ — ЛМУ — 2:2
- СКИФ Л — «Динамо» Лв — 3:1
- МГУ — «Трудовые резервы» — 6:2
- ЦСК МО — «Динамо» Тб — 4:1
- «Динамо» М — «Торпедо» — 4:2

9-й тур. 16 апреля
- СКИФ Л — ЛМУ — 2:1
- «Динамо» Лв — «Буревестник» — 8:3
- СКИФ К — «Трудовые резервы» — 4:2
- «Динамо» М — ККФ — 5:2
- «Торпедо» — ЦСК МО — 3:2
- МГУ — «Динамо» Тб — 1:0

10-й тур. 18 апреля
- «Трудовые резервы» — «Динамо» Лв — 4:3
- «Динамо» М — СКИФ Л — 4:2
- ЛМУ — «Буревестник» — 8:0
- МГУ — СКИФ К — 3:2
- «Динамо» Тб — «Торпедо» — 4:3
- ЦСК МО — ККФ — 5:2

11-й тур. 19 апреля
- «Динамо» М — «Буревестник» — 10:0
- МГУ — «Динамо» Лв — 6:3
- ЦСК МО — СКИФ Л — 4:2
- ККФ — «Торпедо» — 4:3
- «Динамо» Тб — СКИФ К — 4:1
- ЛМУ — «Трудовые резервы» — 2:1

Второй круг

12-й тур. 14 декабря
- ЦСК МО — «Буревестник» — 6:2
- «Торпедо» — СКИФ Л — 1:1
- «Динамо» М — «Трудовые резервы» — 7:4
- СКИФ К — «Динамо» Лв — 4:2
- «Динамо» Тб — ККФ — 3:2
- МГУ — ЛМУ — 3:3[1]

13-й тур. 15 декабря
- «Торпедо» — «Буревестник» — 6:2
- «Динамо» Тб — «Динамо» Лв — 6:3
- ЦСК МО — «Трудовые резервы» — 5:2
- ККФ — СКИФ Л — 2:1
- «Динамо» М — МГУ — 4:3
- СКИФ К — ЛМУ — 1:0

14-й тур. 16 декабря
- ККФ — «Буревестник» — 7:3
- «Трудовые резервы» — «Торпедо» — 3:1
- «Динамо» Лв — ЛМУ — 6:2
- МГУ — ЦСК МО — 4:2
- «Динамо» М — СКИФ К — 4:0
- «Динамо» Тб — СКИФ Л — 4:3

15-й тур. 17 декабря
- «Динамо» М — «Динамо» Лв — 4:0
- СКИФ Л — «Буревестник» — 5:4
- ККФ — «Трудовые резервы» — 3:2
- МГУ — «Торпедо» — 3:1
- «Динамо» Тб — ЛМУ — 3:1
- ЦСК МО — СКИФ К — 5:3

16-й тур. 19 декабря
- «Динамо» Тб — «Буревестник» — 7:1
- «Трудовые резервы» — СКИФ Л — 7:5
- ЦСК МО — «Динамо» Лв — 4:0
- «Торпедо» — СКИФ К — 2:2
- МГУ — ККФ — 4:2
- «Динамо» М — ЛМУ — 2:1

17-й тур. 20 декабря
- «Трудовые резервы» — «Буревестник» — 5:4
- «Торпедо» — «Динамо» Лв — 3:2
- СКИФ К — ККФ — 3:2
- «Динамо» М — «Динамо» Тб — 4:3
- ЦСК МО — ЛМУ — 6:1
- МГУ — СКИФ Л — 3:3

18-й тур. 21 декабря
- МГУ — «Буревестник» — 6:1
- «Динамо» Тб — «Трудовые резервы» — 8:3
- ККФ — «Динамо» Лв — 4:1
- «Торпедо» — ЛМУ — 3:2
- «Динамо» М — ЦСК МО — 1:1
- СКИФ К — СКИФ Л — 6:4

19-й тур. 23 декабря
- СКИФ Л — «Динамо» Лв — 2:2
- СКИФ К — «Буревестник» — 5:0
- МГУ — «Трудовые резервы» — 5:1
- «Динамо» Тб — ЦСК МО — 1:1
- «Динамо» М — «Торпедо» — 7:1
- ЛМУ — ККФ — 4:3

20-й тур. 24 декабря
- «Динамо» Лв — «Буревестник» — 3:0
- СКИФ К — «Трудовые резервы» — 3:2
- «Динамо» Тб — МГУ — 2:1
- «Динамо» М — ККФ — 4:3
- ЦСК МО — «Торпедо» — 3:2
- ЛМУ — СКИФ Л — 2:2

21-й тур. 26 декабря
- ЛМУ — «Буревестник» — 4:2
- «Трудовые резервы» — «Динамо» Лв — 3:1
- ЦСК МО — ККФ — 3:1
- «Динамо» М — СКИФ Л — 3:1
- «Динамо» Тб — «Торпедо» — 4:3
- МГУ — СКИФ К — 4:0

22-й тур. 27 декабря
- «Динамо» М — «Буревестник» — 6:0
- МГУ — «Динамо» Лв — 4:3
- ЛМУ — «Трудовые резервы» — 5:2
- ЦСК МО — СКИФ Л — 6:2
- ККФ — «Торпедо» — 3:3
- «Динамо» Тб — СКИФ К — 3:2

## Призёры
«Динамо» (Москва): Юрий Григоровский, Борис Гришин, Василий Карманов, Анатолий Карташов, Николай Мальцев, Пётр Мшвениерадзе, Владимир Новиков, Михаил Рыжак, Георгий Харебов, Юрий Шляпин. Тренер — Николай Малин.
 ЦСК МО: Пётр Бреус, Борис Гойхман, Игорь Зингер, Юрий Копейкин, Георгий Лезин, Сурен Маркаров, Валентин Прокопов, Владимир Семёнов, Александр Шидловский. Тренер — Николай Простяков.
 «Динамо» (Тбилиси): Константин Аванесян, Владимир Бартяев, Нодар Гвахария, Лери Гоголадзе, Борис Мегедь, Отар Миминошвили, Виктор Романов, Василий Санадзе, Зураб Чачава, Гиви Чикваная, Ираклий Чхиквадзе. Тренер — Ростом Чачава.